# Čepin
 Čepin  è un comune della Croazia di 12 901 abitanti della Regione di Osijek e della Baranja.